# Limenitis thesprotia
Limenitis thesprotia är en fjärilsart som beskrevs av Felder 1867. Limenitis thesprotia ingår i släktet Limenitis och familjen praktfjärilar. Inga underarter finns listade i Catalogue of Life.